# Миколаївка (зупинний пункт, Шевченківська дирекція Одеської залізниці)
Микола́ївка — пасажирський залізничний зупинний пункт Шевченківської дирекції Одеської залізниці.
Розташований у селі Будки, Смілянський район, Черкаської області на лінії Імені Тараса Шевченка — Цвіткове між станціями Імені Тараса Шевченка (5 км) та Перегонівка (5 км).
На платформі зупиняються приміські електропоїзди.